# Nojima Yasuzō
Nojima Yasuzō (japanisch 野島 康三; geboren 12. Februar 1889 in Urawa (Präfektur Saitama); gestorben 14. August 1964) war ein japanischer Fotograf.

## Leben und Werk
Nojima Yasuzō begann im Alter von 17 Jahren zu fotografieren. Im Jahr 1909 trat er während seines Studiums am Department of Finance der Keiō-Universität (damals Wirtschaftsfakultät) der „Tokyo Photo Research Association“ (東京写真研究会, Tōkyō shashin kenkyūkai), einer führenden Amateurfotografengruppe, bei.
Die Photo Research Association verband die Jahresversammlung jeweils mit einer Foto-Ausstellung, auf der Landschaften und Personen in einem Kautschukdruckverfahren zu sehen waren, das sich für die Wiedergabe von Feinheiten eignete und zudem noch lichtbeständig war. 1911 musste er sein Universitätsstudium aus gesundheitlichen Gründen abbrechen. 1912 gründete er mit Mitgliedern der Photo Research Association die „Vier-Personen-Gruppe“ (四人会; Yonnin-kai), die sich drei Jahre lang mit eigenen Forschungen zur Fotografie befasste. Sein Akt-Foto aus dem Jahr 1915 mit dem Titel „Frau am Baum“ (樹による女, ki ni yoru onnna) brachte ihm große Anerkennung.
Im selben Jahr gründete Nojima das „Mikasa Photo Studio“ (三笠写真館, Mikasa shashin-kan), das er 1920 in einen anderen Stadtteil unter dem Namen „Nonomiya Photo Studio“ (野々宮写真館, Nonomiya shashin-kan) verlegte. 1919 eröffnete er die „Kabutoya Galerie“ (兜屋画廊, Kabuto garō) im Stadtteil Jimbochō und veranstaltete Einzelausstellungen von aufstrebenden Malern im westlichen Stil wie Sekine Shōji, Nakagawa Kazumasa, Kishida Ryūsei, Yorozu Tetsugorō, Tomimoto Kenkichi, Kobayashi Tokusaburō (小林 徳三郎; 1884–1949).
In den 1930er Jahren ließ sich Nojima vom Trend der Moderne im fotografischen Ausdruck inspirieren, der sich aus Europa und den Vereinigten Staaten verbreitet hatte, und änderte seinen Stil erheblich. Er gab die bis dahin an der Malerei orientierte Drucktechnik auf, wechselte zur Produktion mit Gelatine-Silber-Abzug. Damit schuf er eine Reihe von Akten und Porträts einer Frau, die als Model F bekannt wurde, fotografierte sie in vielen Positionen, in kühnen Nahaufnahmen und mit abstrakter Raumkomposition.
Parallel zu diesem Ausdruckswandel startete er 1952 mit eigener Finanzierung das Fotomagazin „Kōga“ (光画) – „Lichtbild“. Die Fotografen Nakayama Iwata (中山 岩太; 1895–1949) und Kimura Ihei beteiligten sich daran. Ab der zweiten Ausgabe war auch der Fotokritiker Ina Nobuo (伊奈 信男; 1898–1978) dabei. Sie schufen ein bedeutendes Magazin, das die Werke von Fotografen in Tokio und Kansai veröffentlichte, die zu dieser Zeit an verschiedenen experimentellen Arbeiten arbeiteten. Dazu kamen  Artikel, die die Trends neuer fotografischer Ausdrucksformen im Ausland vorstellten. Das Magazin wurde mit der 18. Ausgabe des Magazins, der Dezember-Ausgabe, im Jahr 1933, eingestellt, aber es wird auch heute noch als eines der hochwertigsten Fotomagazine der Geschichte angesehen.
Nach der Einstellung der „Kōga“ zog sich Nojima als Fotograf aus der vordersten Linie zurück und unterrichtete an seiner Alma Mater, der Keiō-Universität, jüngere Generationen im „Camera Club“ und dem 1937 gegründeten „Ladies’ Camera Club“.